# 四团站
四团站是浦东铁路上的一座车站，位于中华人民共和国上海市奉贤区四团镇，随浦东铁路的开通于2005年启用。目前该站不办理客货运业务，仅作为列车会让站。未来，建设中的沪苏通铁路和上海市域铁路南枫线和规划中的沪乍杭高铁、南港支线将接入车站。

## 历史
四团站在规划建设时期曾命名平安站，因其选址位于平安镇平南村。后因平安镇并入四团镇而改名四团站。:525上海南站至芦潮港站的客运列车开行后，曾规划在客流增长后，增加停靠漕泾、海湾、四团的列车，但最终并未实行。:478
2017年8月8日，国家发改委批复了新建上海至南通铁路太仓至四团段可行性研究报告。根据规划，四团站将成为沪通铁路二期和浦东铁路的接轨站，并预留沪乍杭高铁接入和设客站条件。
2023年6月30日，市域南枫线选线专项规划草案公示，线路在四团站设站。2023年11月9日，工程可行性研究报告获批。
2025年2月24日，沪乍杭高铁和沪乍杭铁路（浦东铁路复线化）选线专项规划（草案）公示。

## 车站结构

### 国铁
截至2024年，四团站国铁站场仅有浦东铁路处于运营状态中。既有四团站站房为浅黄色建筑，是上海工务段金闵线路车间四团线路工区和上海铁路公安处四团警务站的办公场所。

#### 浦东铁路（沪乍杭铁路）
现状浦东铁路四团站为1台3线规模，预留第四线建设条件。站台和站房位于线路北侧。
- 四团站站房（东南侧视角）
- 四团站站牌
- 集装箱货列通过四团站

## 未来规划

### 国铁
根据规划，四团站整体位于海丹路与南横河南侧、平霄路北侧，采用客货纵列式布置。东侧四团站设客站，位于南丹路、新四平公路、平霄路和规划道路围合的区域内。由北向南分别设高铁场（沪苏通铁路二期/沪乍杭高铁，2台6线，在建）、浦东铁路场（沪乍杭铁路，芦潮港、南港支线接轨站）、市域场（27号线、南枫线，规划中），均为地面车站。其中，高铁场到发线有效长度650米。西侧设四团技术作业场，位于瓦洪公路与港极路之间，附属有综合维修工区和机务折返段等。区段站设正线2条，到发线10条，到发线有效长度1050米。铁路物流中心包含集装箱作业区、综合货物集散作业区。四条到发线中，2条有效长度930米、2条有效长度490米。

### 上海市域铁路
根据规划，四团站市域铁路站场将位于国铁站场南侧，目前平南村所在位置。

#### 市域南枫线
根据规划，市域铁路四团站规划方案沿浦东铁路、规划沪乍杭高铁西侧东西向布置，铁路四团站以西，新四平公路以东，拟为地上车站规划控制，预留其他市域铁路线路衔接条件。车站整体位于国铁浦东线南侧，市域南枫线站场为两台四线，设两座岛式站台。